# Раритан (река)
Ра́ритан (англ. Raritan River) — река в центральной части штата Нью-Джерси на востоке США.
Река образуется слиянием рек Северный Раритан и Южный Раритан. Длина реки — от места их слияния до впадения в залив Раритан Атлантического океана — 25,7 км. При этом длина Северного Раритана составляет около 37 км, а Южного Раритана — около 80 км.
Название происходит из алгонкинских языков, но точное значение имени неизвестно. Один из кланов индейцев племени делаваров также носил имя Раритан.
По имени реки назван тауншип Раритан в округе Хантердон. Тауншип Эдисон в округе Мидлсекс (до 1954 года) и тауншип Хазлет в округе Монмут (до 1967 года) также носили название Раритан.
Река является важным источником питьевой воды для центрального Нью-Джерси.